# Orchaise
Orchaise is een plaats en voormalige gemeente in het Franse departement Loir-et-Cher in de regio Centre-Val de Loire en telt 915 inwoners (2011). De plaats maakt deel uit van het arrondissement Blois.

## Geschiedenis
Orchaise maakte deel uit van het kanton Herbault totdat dit op 22 maart 2015 werd opgeheven en de gemeenten werden opgenomen in het op die dag gevormde kanton Onzain. Op 1 januari 2016 fuseerde de gemeente met Molineuf tot de commune nouvelle Valencisse.

## Geografie
De oppervlakte van Orchaise bedraagt 19,8 km², de bevolkingsdichtheid is 43,2 inwoners per km².
De onderstaande kaart toont de ligging van Orchaise met de belangrijkste infrastructuur en aangrenzende gemeenten.

## Demografie
Onderstaande figuur toont het verloop van het inwonertal (bron: INSEE-tellingen).